# Бжицкая
Бжицкая — деревня в Юргинском районе Кемеровской области России. Входит в состав Лебяжье-Асановского сельского поселения.

## География
Деревня находится в северо-западной части области, на правом берегу реки Лебяжья, на расстоянии примерно 10 километров (по прямой) к западу от районного центра города Юрга. Абсолютная высота — 138 метров над уровнем моря.
Часовой пояс
Деревня Бжицкая, как и вся Кемеровская область, находится в часовой зоне МСК+4. Смещение применяемого времени относительно UTC составляет +7:00.

## История
Основана в 1700 году. В «Списке населенных мест Российской империи» 1868 года издания населённый пункт упомянут как заводская деревня Бжицкова (Бекшицкова) Томского округа (1-го участка) при речке Лебяжей, расположенная в 84 верстах от окружного центра Томска. В деревне имелось 22 двора и проживало 184 человека (86 мужчин и 98 женщин).
В 1911 году в деревне, входившей в состав Тутальской волости Томского уезда, имелось 65 дворов и проживало 437 человек (219 мужчин и 218 женщин). Действовали водяная мельница и три мелочные лавки.
По данным 1926 года имелось 119 хозяйств и проживало 602 человека (в основном — русские). Функционировала школа I ступени. В административном отношении Бжицкая входила в состав Шитиковского сельсовета Юргинского района Томского округа Сибирского края.

## Население
| 2010 |
| ---- |
| 82   |

Половой состав
По данным Всероссийской переписи населения 2010 года в гендерной структуре населения мужчины составляли 50 %, женщины — соответственно также 50 %.
Национальный состав
Согласно результатам переписи 2002 года, в национальной структуре населения русские составляли 96 % из 73 чел.

## Улицы
Уличная сеть деревни состоит из двух улиц.